# (1983) Bok
(1983) Bok es un asteroide que forma parte del cinturón de asteroides y fue descubierto por Elizabeth Roemer el 9 de junio de 1975 desde la estación Catalina del monte Bigelow, Estados Unidos.

## Designación y nombre
Bok se designó al principio como 1975 LB.
Más adelante fue nombrado en honor de los astrónomos estadounidenses Bart Bok (1906-1983) y Priscilla Fairfield Bok (1896-1975).

## Características orbitales
Bok está situado a una distancia media del Sol de 2,621 ua, pudiendo alejarse hasta 2,879 ua y acercarse hasta 2,364 ua. Tiene una excentricidad de 0,09813 y una inclinación orbital de 9,408°. Emplea en completar una órbita alrededor del Sol 1550 días.